# Петерссон, Юхан
Пер Юхан Петерссон (швед. Pär Johan Petersson; род. 29 марта 1973, Карлсхамн) — шведский гандболист, выступавший за клубы «Севехоф», «Минден», «Нордхорн», ГК «Киль», «Алингсос», «Кристианстад», ТуС Люббекке, ГК «Гамбург» и за сборную Швеции. Двукратный призёр летних Олимпийских игр 1996 и 2000 годов.

## Карьера
Клубная
Петерссон начал профессиональную карьеру в шведском клубе «Севехоф». В 1996 году он перешёл в немецкий клуб «Минден». В 1997 году Петерссон стал игроком клуба «Нордхорн», а в 2001 году совершил переход в ГК «Киль», где за четыре сезона помог клубу выиграть чемпионат Германии два раза в сезоне 2001/02 и 2004/05. Во время выступления за «Киль» Юхан Петерссон сыграл 199 матчей и забил 1097 голов. В 2005 году Петерссон вернулся в Швецию, где играл за клубы «Халльбю ХК», «Алингсос ХК» и ГК «Кристианстад». В 2012 году он выступал за ТуС Люббеке. В 2015 году Петерссон заключил контракт с клубом «Гамбург», где и закончил карьеру игрока.
Международная
Юхан Петерссон выступал за сборную Швецию и сыграл за неё 249 матч и забил 813 голов.

## Титулы
- Чемпион Швеции: 2009
- Чемпион Германии: 2002, 2005
- Обладатель кубка Германии: 2003, 2004, 2005
- Кубок ЕГФ: 2002, 2004
- Чемпион Европы: 2000, 2002
- Чемпион Мира: 1999
- Серебряный призёр чемпионата Мира: 2001
- Серебряный призёр летних Олимпийских игр: 1996, 2000[2]

## Статистика
| Сезон         | Клуб       | Лига       | Матчи | Голы | 7-метр | Голы |
| ------------- | ---------- | ---------- | ----- | ---- | ------ | ---- |
| 1996/97       | Минден     | Бундеслига | 29    | 55   | 0      | 55   |
| 1997/98       | Нордхорн   | Бундеслига | 34    | 169  | 24     | 145  |
| 1998/99       | Нордхорн   | Бундеслига | 29    | 177  | 8      | 169  |
| 1999-00       | Нордхорн   | Бундеслига | 34    | 174  | 39     | 135  |
| 2000/01       | Нордхорн   | Бундеслига | 23    | 72   | 18     | 54   |
| 2001/02       | ГК Киль    | Бундеслига | 33    | 170  | 39     | 131  |
| 2002/03       | ГК Киль    | Бундеслига | 34    | 139  | 44     | 95   |
| 2003/04       | ГК Киль    | Бундеслига | 33    | 197  | 49     | 148  |
| 2004/05       | ГК Киль    | Бундеслига | 34    | 227  | 85     | 142  |
| 2011/12       | ТуС Люббек | Бундеслига | 2     | 5    | 1      | 4    |
| 1996-05, 2012 | Итого      | Бундеслига | 285   | 1385 | 307    | 1078 |